# Рамочная конвенция о защите национальных меньшинств

Страны, подписавшие Конвенцию — светло-зелёный цвет; участники Конвенции — тёмно-зелёный; страны, не входящие в Совет Европы — серый

Рамочная конвенция о защите национальных меньшинств — конвенция Совета Европы (СЕ), подписанная 1 февраля 1995 года. 
Из стран-членов Совета Европы не подписана Францией, Монако, Андоррой и Турцией; подписана, но не ратифицирована Бельгией, Грецией, Исландией и Люксембургом.
Надзор за выполнением конвенции осуществляют Консультативный комитет, оценивающий доклады стран-участниц, и Комитет министров Совета Европы, делающий рекомендации на основе мнений Консультативного комитета. Механизма рассмотрения индивидуальных жалоб не предусмотрено, и конвенция расценивается как слабый механизм.

## История
Франция не подписала конвенцию, так как не признаёт наличия в стране каких-либо подлежащих защите национальных меньшинств и традиционно считает необходимой культурную унификацию всех жителей страны во французов. Например, до последней трети XX века во Франции проводилась политика языковой и культурной ассимиляции окситанцев. Турция не подписала конвенцию по схожей причине: она занимается ассимиляцией курдов, которых не признаёт отдельным народом, а называет «горными турками».
10 октября 2023 года Россия вышла из Конвенции, продекларировав в качестве официальной причины её не соблюдения по отношению к русскоязычному населению в республиках Прибалтики и на Украине и невозможности отслеживать на международном уровне случаи нарушения прав национальных меньшинств из-за ограничения полномочий России в Совете Европы.

## Структура
- Преамбула и часть I (ст. 1—3) — цели конвенции, её принципы и право использовать закрепленные в ней права.
- Часть II (ст. 4—19) — каталог обязательств участников конвенции:
  - Статья 4. Запрет дискриминации.
  - Статья 5. Запрет политики ассимиляции.
  - Статья 6. Условия для сохранения культуры и самобытности.
  - Статья 7. Свобода собраний, ассоциаций, слова и религии.
  - Статья 8. Свобода религии.
  - Статья 9. Свобода выражения.
  - Статья 10. Свобода использования языка меньшинства.
  - Статья 11. Использование языков меньшинств в общественных местах и в личных именах
  - Статья 12. Интеграция в области образования
  - Статья 13. Право создавать частные учебные заведения меньшинств
  - Статья 14. Изучение языка меньшинства и на нём.
  - Статья 15. Условия для участия.
  - Статья 16. Отказ от мер по изменению структуры населения.
  - Статья 17. Трансграничные контакты.
  - Статья 18. Трансграничное сотрудничество.
  - Статья 19. Возможности отступлений от принципов Конвенции.
- Часть III (ст. 20—23) — правила интерпретации конвенции.
- Часть IV (ст. 24—26) — надзор за соблюдением конвенции.
- Часть V (ст. 27—32) — порядок подписания, ратификации и денонсации конвенции.